# Rebecca Lynn Howard
Rebecca Lynn Howard, född 24 april 1979 i Salyersville i Kentucky i USA, är en amerikansk countryartist och låtskrivare. Hon flyttade till Nashville 1997 och inledde där en karriär som sångerska och kompositör. Hennes hittills största kommersiella framgång är singeln "Forgive" som nådde placering #12 på Billboards countrylista 2002. För en svensk publik är hon kanske mest känd för samarbete med den svenska countrysångerskan Jill Johnson.

## Diskografi
Album
- 2000 – Rebecca Lynn Howard
- 2002 – Forgive
- 2008 – No Rules

Singlar
- 1999 – "When My Dreams Come True"
- 2000 – "Out Here in the Water"
- 2000 – "I Don't Paint Myself into Corners"
- 2002 – "Forgive"
- 2003 – "What a Shame"
- 2003 – "I Need a Vacation"
- 2005 – "No One'll Ever Love Me"
- 2005 – "That's Why I Hate Pontiacs"
- 2006 – "Soon"
- 2008 – "Sing 'Cause I Love To"